# Дніпровський академічний український музично-драматичний театр імені Тараса Шевченка
Дніпр́овський націона́льний академі́чний украї́нський музи́чно-драмати́чний теа́тр і́мені Т. Г. Шевче́нка — перший державний театр України. Заснований 1918 року в Києві як перший професійний театр України. При заснуванні називався Державним драматичним театром.

## Історія

### Радянський період
1919 року Державний драматичний театр було перейменовано у Перший державний драматичний театр УРСР ім. Шевченка. У перші десятиріччя існування театру на чолі з О. Загаровим та директором Іваном Мар'яненком працювали: Лесь Курбас, Ганна Борисоглібська, Любов Гаккебуш, Михайло. Тінський, М. Домашенко, Олександр Сердюк, Антін Хорошун, О. Смирнов, Г. Маринич, Є. Сидоренко, Н. Ужвій, І. Замичковський, К. Бережний, Г. Мещерська, В. Василько та інші особистості.

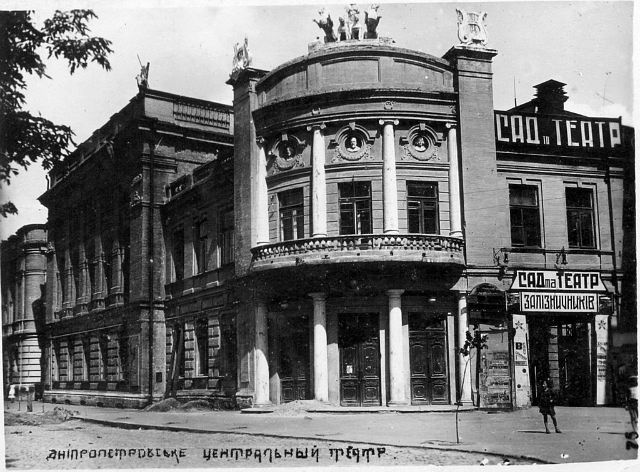
Будівля театру до 1923 р.

З 1921 по 1926 роки трупа успішно гастролює Україною. 1925—1926 років театр працює в Полтаві, де його очолює режисер Леонід Кліщеєв.
1927 року театр влаштовується у місті Дніпро. Він розмістився у збудованій 1913 року будівлі театру англійського клубу. Репертуар в ті роки відзначався наявністю великої кількості різноманітних п'єс. Тут були твори української, російської та західноєвропейської класики, модерного напряму, п'єси тогочасних авторів. Афіші театру сповіщали про вистави українських класиків: «Гайдамаки» Шевченка у постановці відомого театрального режисера і реформатора Леся Курбаса, «Лісова пісня», «На полі крові», «Камінний господар» Лесі Українки, п'єси І. К. Карпенка-Карого, І. Г. Котляревського, вистави за творами Г. Ібсена, К. Гольдоні, Ж.-Б. Мольєра, В. Шекспіра та інших зарубіжних драматургів.
У воєнні роки Перший державний драматичний театр УРСР ім. Шевченка було евакуйовано до Казахстану. Головний режисер театру І. Кобринський і народна артистка УРСР З. Хрукалова створювали концертні бригади, що працювали на фронті.
У повоєнні роки успіхом у глядачів користувалися переважно оперети та комедії: «Запорожець за Дунаєм» Г. Артемовського, «Майська ніч» М. Старицького та «Шельменко-денщик» Г. Квітки-Основ'яненка, «Трембіта» Ю. Мілютіна, «Вільний вітер» І. Дунаєвського. Багато з них не сходили з афіш протягом багатьох десятиліть. Перший державний драматичний театр УРСР ім. Т. Г. Шевченка завжди активно гастролював. Виїжджала трупа і за межі України, а саме до Ленінграда (1946 та 1956 рр.). У 1950 р. за постановку п'єси «Навіки разом» Любомира Дмитерка  колективу театру  присуджено Сталінську премію.
Розквітнули нові самобутні особистості: режисери К. Карпатський, Д. Лазуренко, О. Сумароков, актори Л. Задніпровський, М. Садовський, М. Ільченко, О. Аведіков, А. Верменич, І. Білгородський, художники Л. Скрипка та М. Корольов.
У 30-50-ті роки з'явилась плеяда талановитих митців, таких як В. Овчаренко, А. Білгородський, К. Карпенко, С. Станкевич, Г. Березанська, П. Лисенко, М. Садовський, А. Верменич, Л. Бондаренко.
У 60-ті роки у трупі з'явилися Л. Кушкова, О. Петренко, Л. Стілик, М. Стороженко, В.Чечот, В.Шевченко, В.Сушко, М.Проценко, Ж.Дмитренко, Л.Білінська та багато інших блискучих талантів.
У репертуарі 70-х років, окрім української класики XIX сторіччя, велика кількість п'єс на тему Великої Вітчизняної війни: «Тил» М. Зарудного, «Солдатська вдова» В. Анкілова, «Голубі олені» О. Коломійця та інші. Постановки тоді здійснювали такі метри як В. Божко, О. Горбенко, А. Літко та інші.
У 1979–1982 роках відбулася реконструкція театру за проектом архітекторів Є. Яшунського і В. Халявського. На фасаді скульптором Ю. Павловим створені барельєфи на теми етапних постановок.
У 80-х роках морально-естетичні проблеми, проблеми духовних пошуків сучасника виходять у виставах на перший план: «Кафедра» В. Врублевської, «Енергійні люди» В. Шукшина, «Моя люба Памела» Дж. Патрика (реж. О. Михайлов), «Тев'є-молочник» Шолом-Алейхема (реж. В. Сміян), «Молода хазяйка Ніскавуорі» Х. Вуолійокі (реж. Гр. Богомаз-Бабій) та ін. У трупі працювали артисти: О. Гончаров, В. Варламов, О. Копитіна, М. Корольков, В. Головченко, В. Кривошапов, С. Кузнєцова, Л. Чайка та інші яскраві таланти, диригенти А. Мірзоян, Н. Нусбаум.

### Доба Незалежності

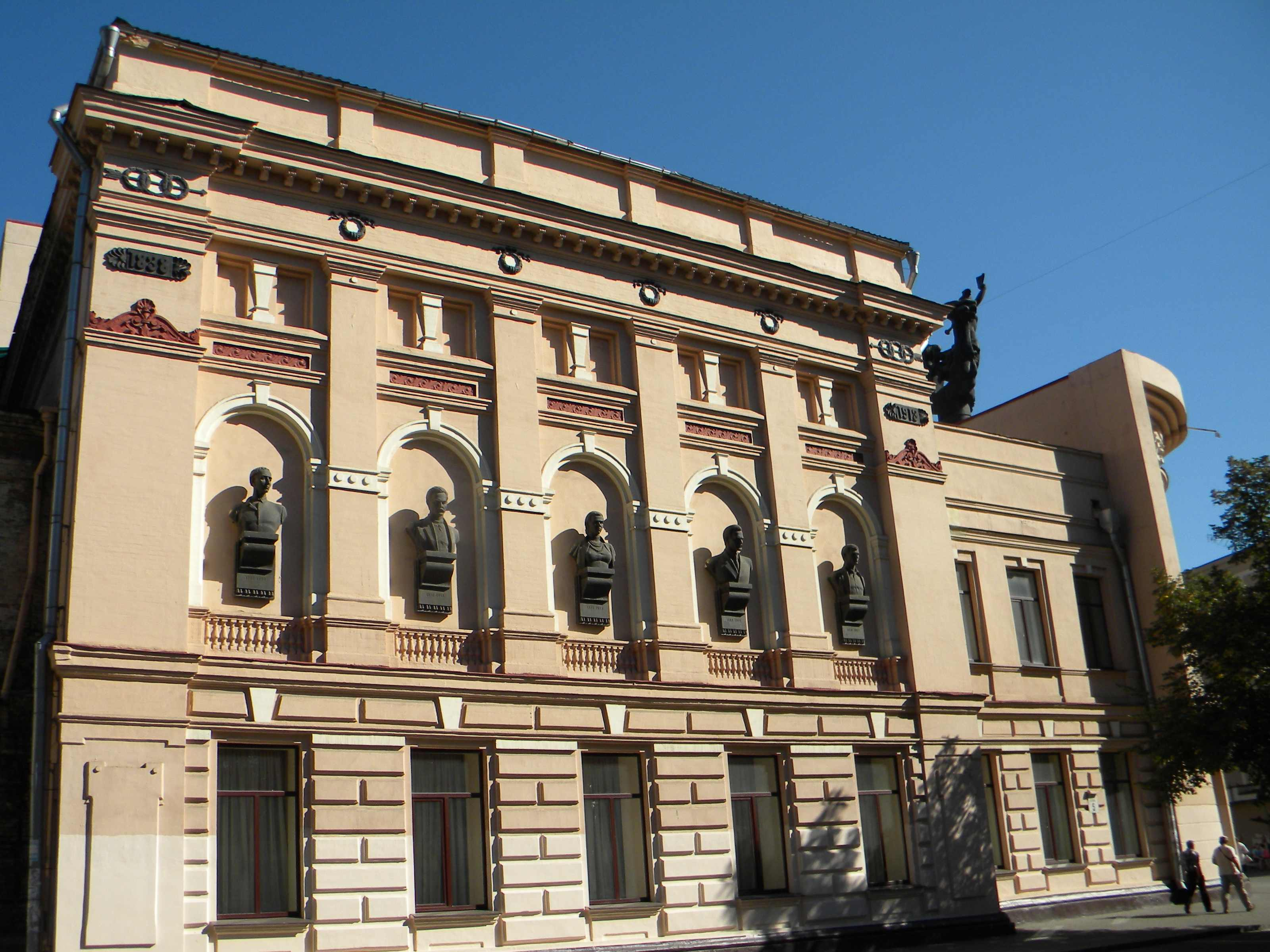
Бічний фасад театру

Після проголошення незалежності України у репертуарі з'являються п'єси за творами письменників, які за радянських часів були «persona non grata», наприклад драма «Маруся Чурай» за однойменним твором Ліни Костенко. Глядач знайомиться також з виставою про життя історика Дмитра Яворницького «Народжений під знаком Скорпіона» В. Савченка. Спектакль «Мазепа — гетьман України» за Б. Лепким у постановці головного режисера заслуженого діяча мистецтв України Володимира Божка розповідає про історичне минуле України (Міжнародна премія ім. П.Орлика).
У трупі театру служать народні артисти України: Григорій Маслюк, Михайло Чернявський, Василь Крачковський; заслужені артисти України: Оксана Петровська, Ірина Медяник, Наталя Тафі, Неля Ніколаєва, Вілен Головко, Валерій Мойсеєнко, Володимир Бережницький та ін.
Театр постійно збагачує репертуар творами української і світової драматургії, працює над створенням вистав за п'єсами сучасників.
2004 року театр отримує статус «академічний», його відзначають нагородами на різноманітних театральних фестивалях і конкурсах, таких як: «Мельпомена Таврії» (Херсон), «Січеславна» (Дніпро), «Данапріс» (м. Запоріжжя), «Лесині джерела» (м. Новоград-Волинський) та ін.
Із 1994 по 2016 рік театр очолював директор-художній керівник — народний артист України, кандидат мистецтвознавства Валерій Ковтуненко.
Заступник директора з художньо-постановочної роботи Ігор Дворник, балетмейстр — Олексій Коваленко. У театрі працює високопрофесійний оркестр під керівництвом Юрія Бєдніка.
2018 року відбулася реставрація приміщення і фасаду театру й відзначено на державному рівні 100 років з часу заснування театру в Києві (нині — Дніпропетровський національний академічний український музично-драматичний театр ім. Шевченка) (1918).
17 грудня 2018 року указом Президента Порошенка театру надано статус національного.

## Керівництво
- 1993—2016 — Ковтуненко Валерій Іванович — народний артист України, кандидат мистецтвознавства, член Національної спілки письменників України.[4]
- Із 2016 — Оксана Іванівна Петровська — заслужена артистка України,[5] мати дніпровського бізнесмена Олександра Петровського.[6][7][8]

## Репертуар

### Українська класична драматургія
Т. Шевченко «Назар Стодоля», І. Франко «Украдене щастя», М. Гоголь «Майська ніч», І. Котляревський «Наталка полтавка», Леся Українка «Лісова пісня», «На полі крові», «В катакомбах», І. Карпенко-Карий «Хазяїн» і «Сто тисяч», Г. Квітка-Основ'яненко «Сватання на Гончарівці», «Шельменко-денщик», І.Нечуй-Левицький «Кайдашева сім'я», М. Старицький «За двома зайцями», «Билась птахом змучена душа» за творами Т. Г. Шевченка, М.Гоголь «Вечори на хуторі поблизу Диканьки».

### Зарубіжна драматургія і сучасна драматургія
М. Себастіан «Безіменна зірка», Б.Томас, муз. О.Фельцмана «Тітонька Чарлі», А.Касона «Дерева вмирають стоячи», Ф.Кампо «Милі дітки», Е.-Е. Шмітт «Маленькі подружні злочини», Дж. Бок «Скрипаль на даху», «Старий і море» за Е.Хемінгуеєм, П.Ар'є «Зона» («На початку і наприкінці часів»), М.Матіос/М.Проценко «За надмірну любов», «1 день із 1000 ночей» за А.Кримом, В.Назаров «Піросмані», «Я вам цей борг ніколи не залишу…» (За Л.Костенко), Л.Степовичка/А.Канцедайло «Свято солодкої лободи». Р. Галушко «Заради любові», І.Кальман «Сільва», Л. Кушкова «Бал» (вистава-концерт за творами Т. Шевченка), О. Гаврош «Ромео і Жасмин», А.Котляр «Наша кухня», І.Афанасьєв «Хто кому Рабинович?», та ін.

### Казки
Е. Т. А. Гофман «Лускунчик»,   Л. Кушкова «Коза-дереза» і «Пан Коцький», Я.Стельмах «Аладдін», П.Мага, В.Назаров «Жив собі пес», А.Ліндгрен «Пеппі Довгапанчоха», А.Мілн «Пригоди Вінні-Пуха», Волков «Чарівник Смарагдового міста» та ін.

## Колектив
У різні роки в театрі працювали:
- Режисери: Л. Курбас, М. Тінський, О. Загаров, М. Буторін, Л. Южанський, В. Галицький, І. Кобринський, К. Капатський, О. Сумароков, Д. Лазуренко, В. Овчаренко, І. Казнадій, Р.Степаненко, В. Божко, О. Горбенко, А. Литко, О. Михайлов, В. Сміян, С.Сміян, М. Мальцев, А. Москаленко, Гр. Богомаз-Бабій, М. Волошин, О. Зініна, Анатолій Канцедайло та ін..
- Майстри української сцени: А. Хорошун, С. Станкевич, Ф. В. Левицький, І. О. Мар'яненко, Г. І. Борисоглібська, І. Е. Замичковський, Н. М. Ужвій , Г. Маринич, Л. Задніпровський, А. Верменич, С.Ващук, Є.Лазуренко, У. Калініченко,З. Хрукалова, І. Михлик, Г. Козловська, М. Ільченко, М. Домашенко, Н. Горна, М. Садовський, Л. Бондаренко, В.Овчаренко, К. Карпенко, А. Пуліна, Л. Стилик, П. Лисенко, Л.Сонцева, В.Патлань, О. Петренко, О. Аведіков, Г. Березанська, В. Баєнко, М. Стороженко, В.Чечот, В. Курилов, Е. Верещагіна, Г. Босенко, А. Гайдабура, Л.Білінська, Л.Булдигіна, С.Дрожаков, П.Кулик, Лідія Кушкова, В. Шевченко, Віктор Гунькін, Жанна Дмитренко, Валентина Сушко, Світлана Сушко
- Диригенти: А. Батюк, І. Шмат, Л. Кауфман, А. Мірзоян, Н. Нусбаум, Ю. Алексєєв, В. Коритько, Ю. Кутєпов, засл. діяч мистецтв Укр. Ю. Ю. Беднік та ін..
- Художники: М. Санніков, І. Шлеп'янов, І. Назаров, М. Корольов, Л. Скрипка, В. Зюзін, А. Пеньковський, Іван Шулик та ін.

## Галерея

Внутрішній інтер'єр
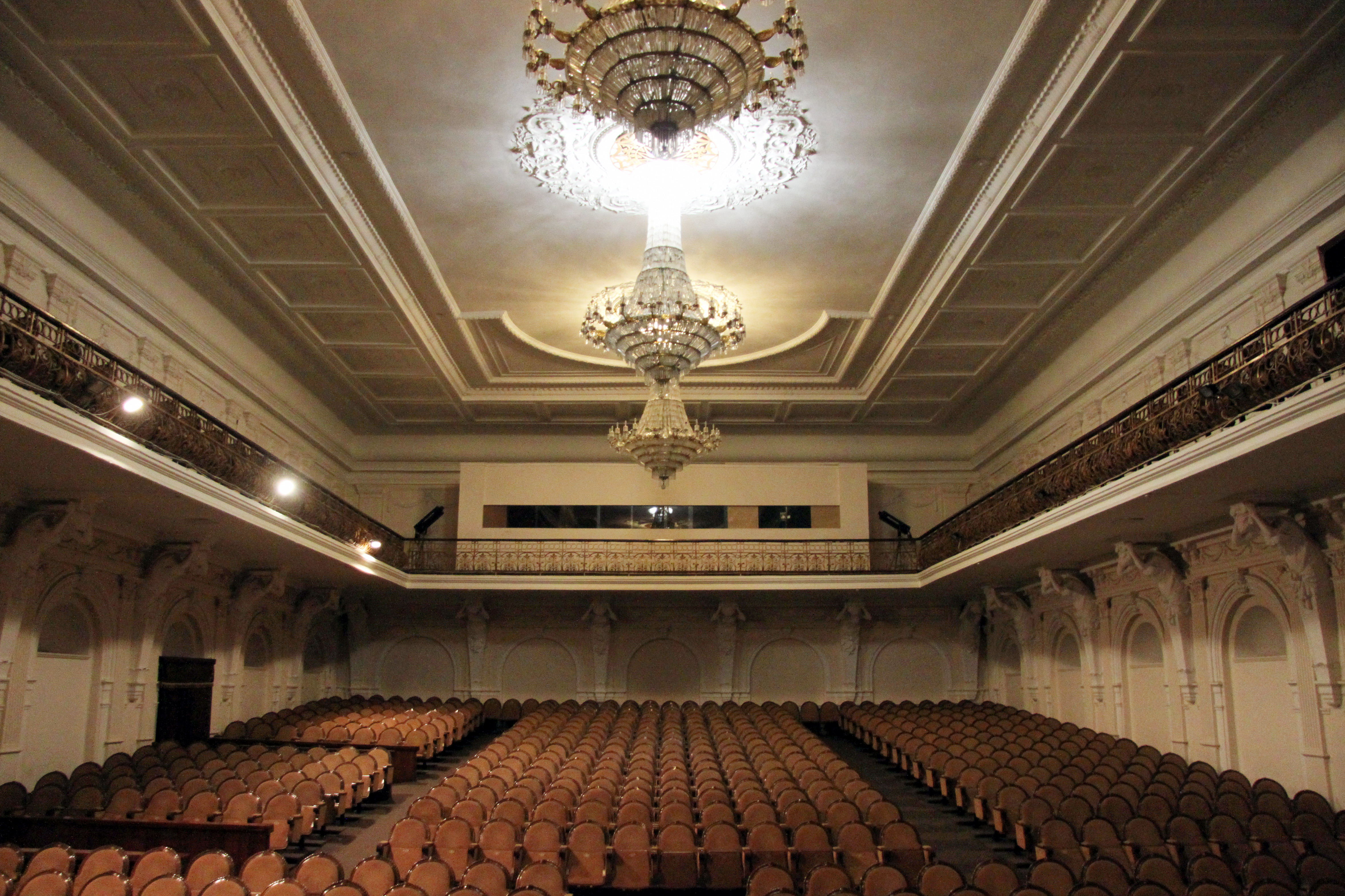
Зала театру
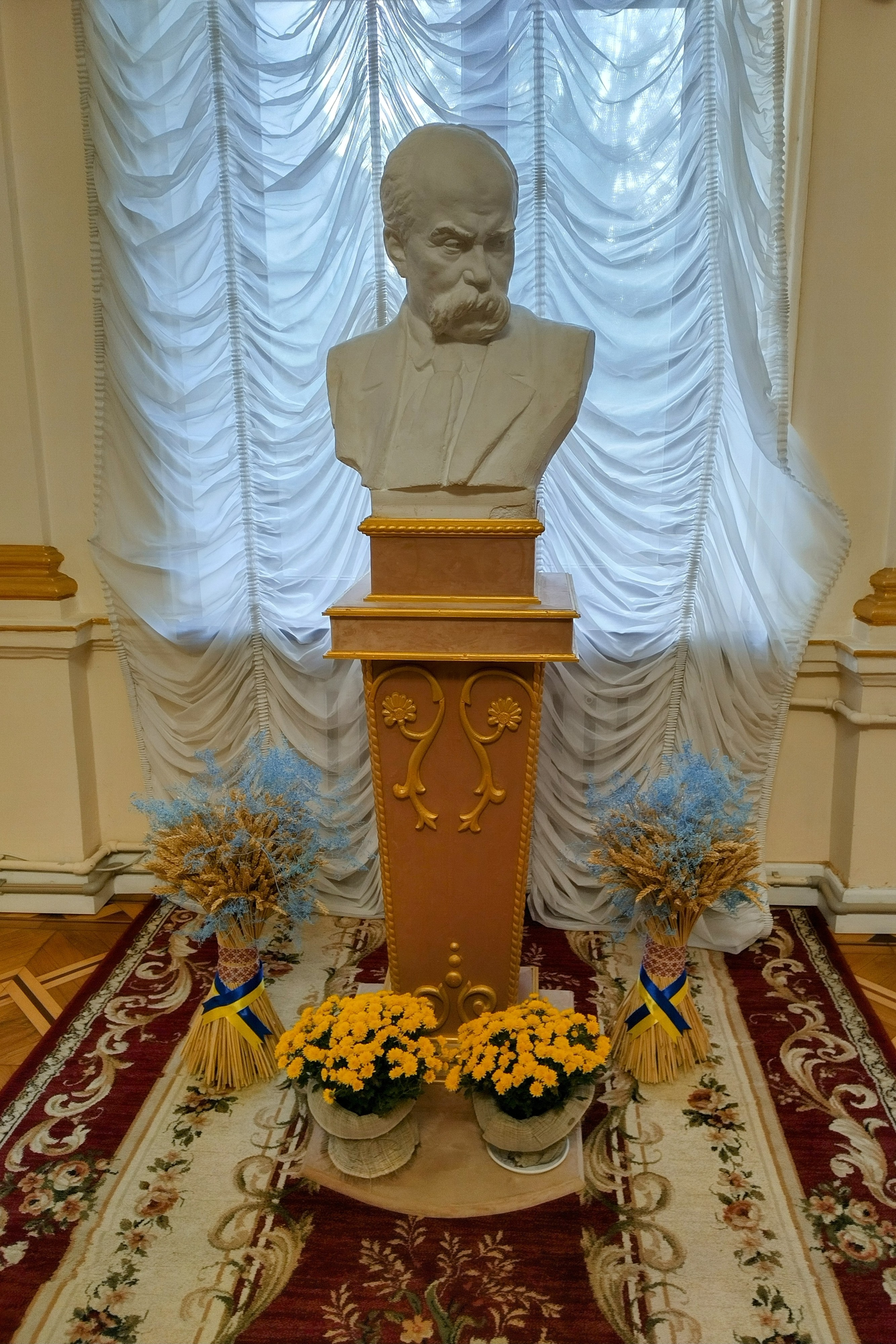
Погруддя Шевченка у фойє
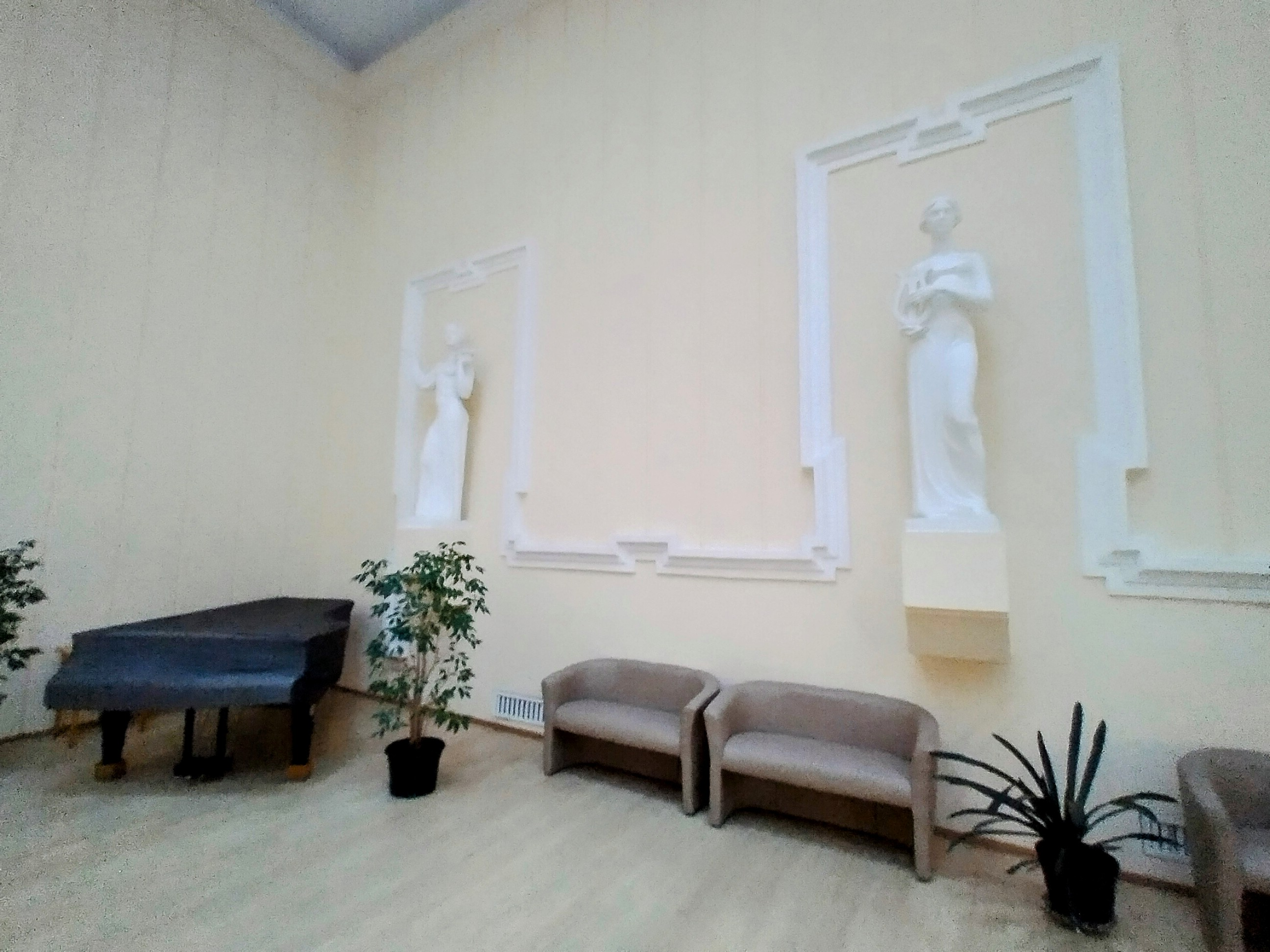
Скульптури на стіні
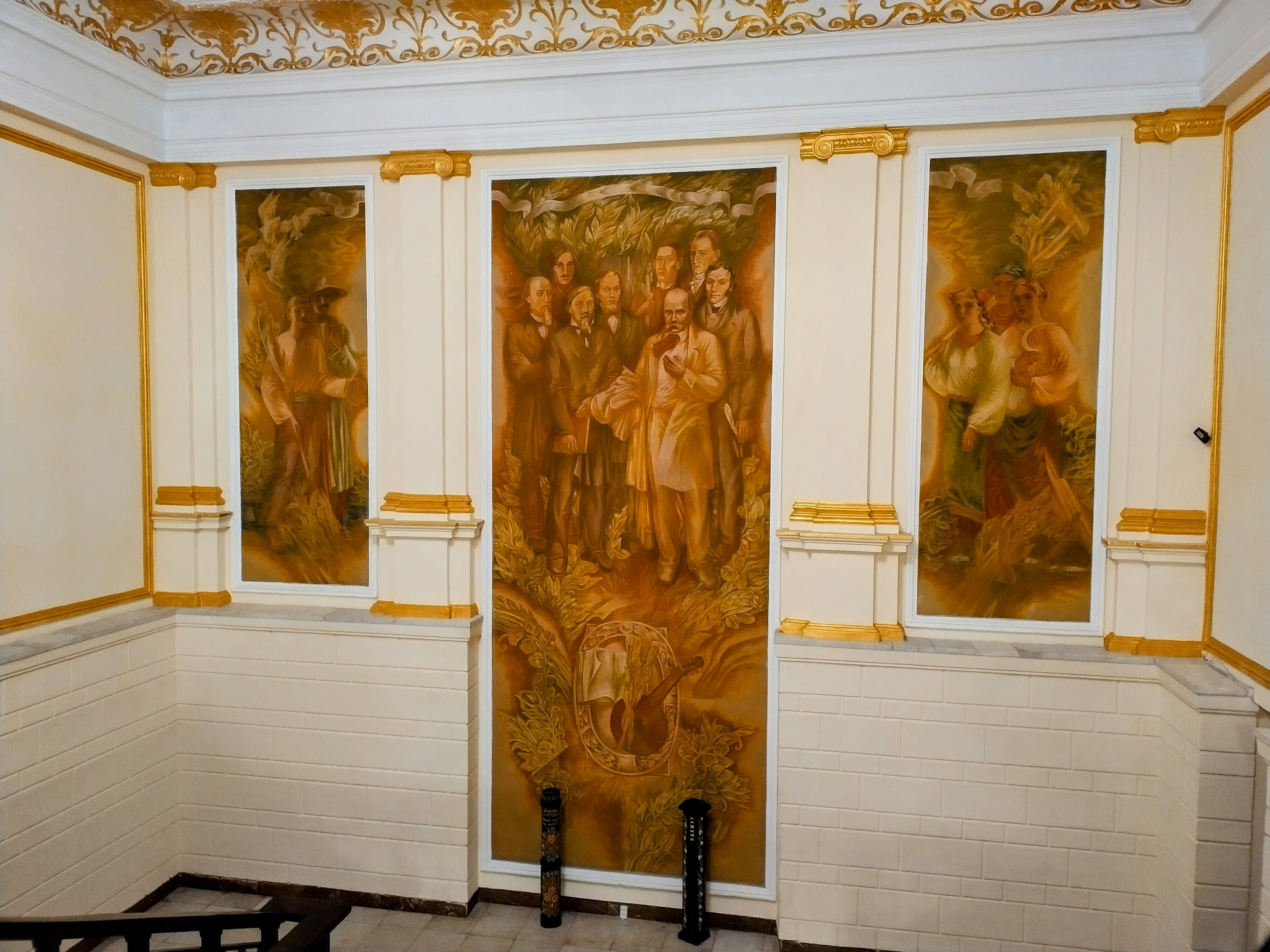
Панно
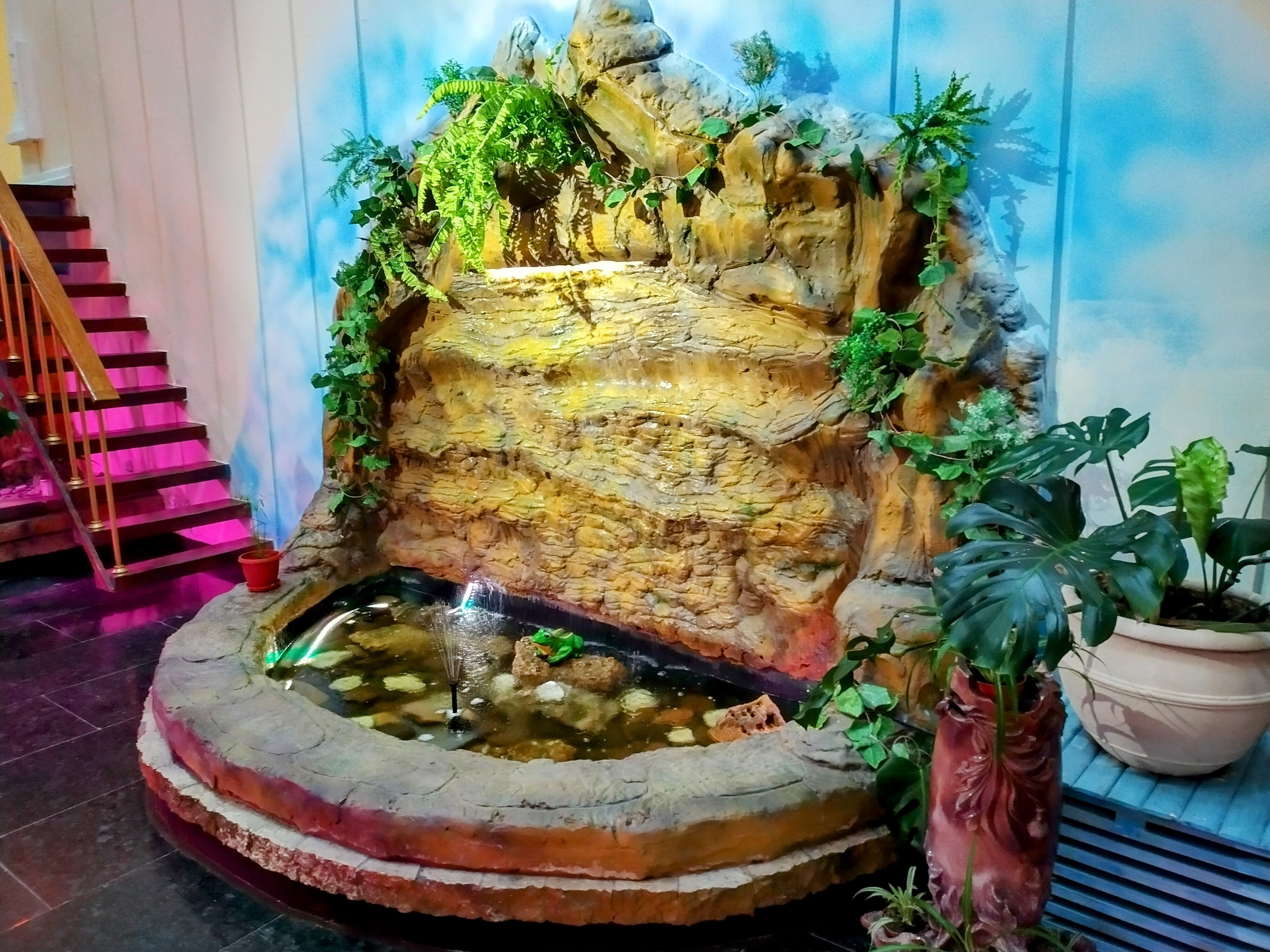
Декоративний водограй
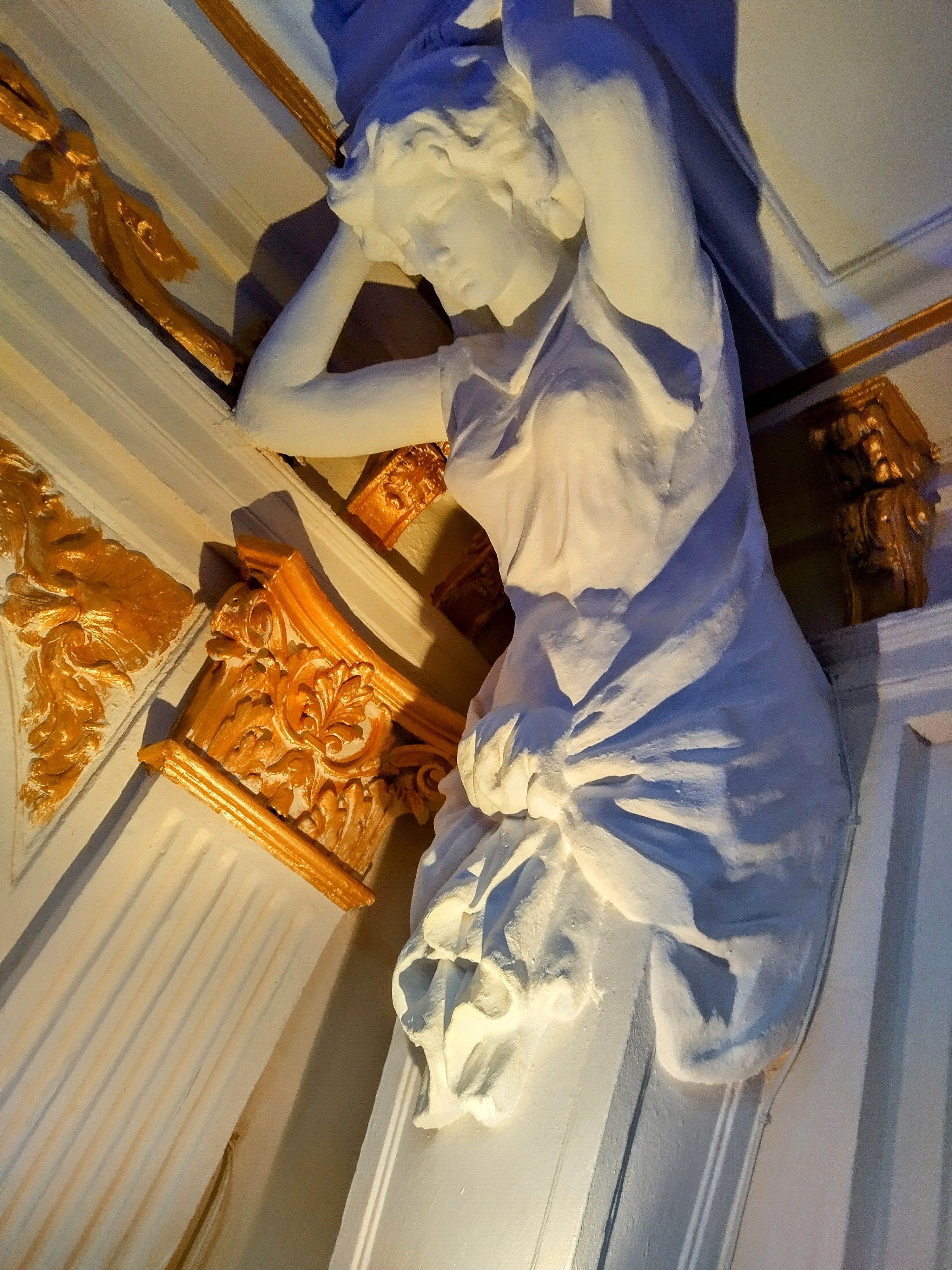
Скульптура в залі